# 巴拉塞
巴拉塞（法語：Baracé，法語發音：[baʁase] ⓘ）是法国曼恩-卢瓦尔省的一个市镇，属于昂热区。

## 地理
巴拉塞（47°38'24"N, 0°21'31"W）面积13.46 平方千米，位于法国卢瓦尔河地区大区曼恩-卢瓦尔省，该省份为法国西部内陆省份，大致对应安茹地区，北起顺时针与马耶讷省、萨尔特省、安德尔-卢瓦尔省、维埃纳省、德塞夫勒省、旺代省、大西洋卢瓦尔省和伊勒-维莱讷省接壤。
与巴拉塞接壤的市镇（或旧市镇、城区）包括：卢瓦河畔塞什、蒂耶尔塞、于耶-莱济涅、萨尔特河畔莫拉讷-多姆赖。

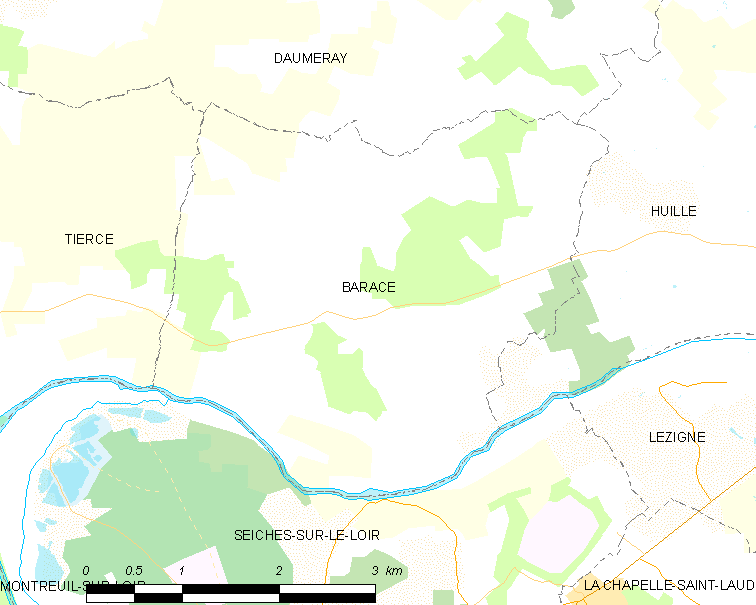
巴拉塞的OSM定位图

巴拉塞的时区为UTC+01:00、UTC+02:00（夏令时）。

## 行政
巴拉塞的邮政编码为49430，INSEE市镇编码为49017。

## 政治
巴拉塞所属的省级选区为蒂耶尔塞县。

## 人口

1962-2008年间巴拉塞人口变化图示

巴拉塞于2022年1月1日时的人口数量为629人。